# Tapio Sipilä
Tapio Sipilä (* 26. November 1958 in Kiiminki) ist ein ehemaliger finnischer Ringer und Weltmeister 1983 im griechisch-römischen Stil im Leichtgewicht.

## Werdegang
Tapio Sipilä begann als Jugendlicher in Muhos beim Ringerclub Muhoksen Voitto mit dem Ringen. Er spezialisierte sich dabei auf den griech.-röm. Stil und zählte schon im Nachwuchsbereich zu den besten finnischen Ringern seiner jeweiligen Altersgruppe. 1973 belegte er sowohl bei den finnischen Jugend- als auch bei den finnischen Juniorenmeisterschaften jeweils den 3. Platz in der Klasse bis 52 kg Körpergewicht. Bis 1988 startete Tapio Sipilä dann Jahr für Jahr bei den finnischen Meisterschaften und gewann bei den Senioren (ab dem 18. Lebensjahr) insgesamt fünfmal den Meistertitel. Dass es nicht noch mehr wurden, lag vor allem daran, dass er, der auf den internationalen Ringermatte stets im Leichtgewicht (bis 68 kg Körpergewicht) startete, bei den finnischen Meisterschaften häufig eine Gewichtsklasse höher antrat, um dem kräfteraubenden Abtrainieren aus dem Wege zu gehen und im Weltergewicht (bis 74 kg Körpergewicht) sehr starke Gegner vorfand.
Tapio Sipilä gehörte mit seinem Verein Muhoksen Voitto dem finnischen Arbeiter-Sportverband (TUL) an. Auf Grund eines Abkommens zwischen diesem Verband und dem bürgerlichen finnischen Ringerverband, der der FILA angeschlossen ist, konnten die Ringer des Sportverbandes TUL, wenn sie sich sportlich dafür qualifiziert hatten, ohne Probleme bei den großen internationalen Meisterschaften der FILA starten. Meister des Sportverbandes TUL wurde Tapio Sipilä zwischen 1979 und 1988 insgesamt neunmal.
Tapio Sipilä begann seine internationale Karriere mit einem 4. Platz bei den Junioren-Europameisterschaften (Espoirs) in Poznań im Leichtgewicht. Bei den Senioren war er erstmals im Jahre 1978 bei der Weltmeisterschaft in Mexiko-Stadt am Start. Im Leichtgewicht musste er aber dort noch gehöriges Lehrgeld bezahlen, denn er verlor seine beiden Kämpfe gegen Howard Stupp aus Kanada und Heinz-Helmut Wehling aus der DDR und landete auf dem 12. Platz. Aber schon bei seinem zweiten Start bei einer internationalen Meisterschaft bei den Senioren, der Europameisterschaft 1980 in Prievidza gewann Tapio Sipilä eine Medaille, die bronzene. Er bezwang dabei u. a. auch die beiden deutschen Vertreter Erich Klaus und Peter Thätner jeweils nach Punkten. Bei den Olympischen Spielen 1980 in Moskau traf er gleich auf die Spitzenringer Suren Nalbandjan aus der Sowjetunion und Ștefan Rusu aus Rumänien, gegen die er verlor und somit nur auf den 13. Platz kam.
1981 war für ihn dann ein noch besseres Jahr, denn er gewann bei der Europameisterschaft in Göteborg im Leichtgewicht die Bronzemedaille, wobei er im Halbfinale gegen Erich Klaus diesmal unterlag und bei der Weltmeisterschaft in Oslo landete er sogar auf dem 2. Platz. Im Finale verlor er dabei gegen Gennadi Jermilow aus der UdSSR.
Nach einem etwas schwächeren Jahr 1982, er erreichte bei der Weltmeisterschaft in Kattowitz aber immerhin den 5. Platz, wurde das Jahr 1983 zum erfolgreichsten in der Laufbahn von Tapio Sipilä. Zunächst belegte er im Frühjahr bei der Europameisterschaft in Budapest den 3. Platz und dann wurde er im Herbst dieses Jahres in Kiew Weltmeister vor Mohamed Bana aus dem Iran und Gennadi Jermilow.
Im Jahre 1984 fügte Tapio Sipilä bei den Olympischen Spielen in Los Angeles seinen Erfolgen noch eine Silbermedaille im Leichtgewicht hinzu. Im Finale verlor er dabei dem jugoslawischen Überraschungsmann Vlado Lisjak.
Im Jahre 1985 pausierte Tapio Sipilä auf der internationalen Ringermatte. In den Jahren 1986 bis 1988 war er aber noch einmal sehr erfolgreich, wie der Gewinn des Vizeweltmeistertitels 1986 in Budapest, die Bronzemedaille bei den Olympischen Spielen 1988 in Seoul und der dritte Platz bei der Europameisterschaft 1987 in Tampere beweisen.
1989 trat Tapio Sipilä von der internationalen Ringermatte zurück. Der Vater zweier Söhne betätigte sich in den folgenden Jahren als Trainer bei Muhosken Voitto und als Funktionär im Sportverband TUL.

## Internationale Erfolge
(OS = Olympische Spiele, WM = Weltmeisterschaft, EM = Europameisterschaft, GR = griech.-röm. Stil, Le = Leichtgewicht, We = Weltergewicht, Mi = Mittelgewicht, damals bis 68 kg, 74 kg u. 82 kg Körpergewicht)
- 1976, 4. Platz, Junioren-EM (Espoirs) in Poznań, GR, Le, hinter Magnus Axelsson, Schweden, Ljubomir Tzekow, Bulgarien u. Edmir Makschaidze, Sowjetunion u. vor Dönmez, Türkei u. Istvan Peter, Ungarn;
- 1977, 2. Platz, Turnier in Helsinki, GR, Le, hinter Kazimierz Lipień, Polen u. vor Bertil Ahlgren, Schweden;
- 1978, 4. Platz, Junioren-EM (Espoirs) in Oulu, GR, Le, hinter Anatoli Krawtschenko, UdSSR, Sölve Halling, Schweden u. Jerzy Kopański, Polen u. vor Gheorghe Minea, Rumänien u. Iwan Atanassow, Bulgarien;
- 1978, 12. Platz, WM in Mexiko-Stadt, GR, Le, nach Niederlagen gegen Heinz-Helmut Wehling, DDR u. Howard Stupp, Kanada;
- 1979, 2. Platz, Turnier des Sportverbandes TUL in Helsinki, GR, Le, hinter Stanislaw Barej, Polen u. vor Heikki Liimatainen u. Raimo Markkanen, bde. Finnland u. Iwan Atanassow;
- 1980, 3. Platz, EM in Prievidza, GR, Le, mit Siegen über Erich Klaus, BRD, Ferenc Csaba, Jugoslawien, Istvan Peter u. Peter Thätner, DDR u. Niederlagen gegen Ștefan Rusu, Rumänien u. Anatoli Krawtschenko;
- 1980, 13. Platz, OS in Moskau, GR, Le, nach Niederlagen gegen Suren Nalbandjan, UdSSR u. Stefan Rusu;
- 1981, 1. Platz, Turnier des Sportverbandes TUL in Helsinki, GR, Le, vor Bernd Mandelkow, DDR, Plamen Nikolow, Bulgarien, Heikki Liimatainen u. Jozsef Spaczay, Ungarn;
- 1981, 3. Platz, EM in Göteborg, GR, Le, mit Siegen über Atle Stöve, Norwegen, Fikret Polat, Türkei, Iwan Staikow, Bulgarien u. Anatoli Krawtschenko u. einer Niederlage gegen Erich Klaus;
- 1981, 2. Platz, WM in Oslo, GR, Le, mit Siegen über Frank Steen, Schweden, Erich Klaus, Mohamed Bana, Iran u. Iwan Staikow u. einer Niederlage gegen Gennadi Jermilow, UdSSR;
- 1982, 4. Platz, Turnier des Sportverbandes TUL in Helsinki, GR, We, hinter Rif Ganajew, UdSSR, Stefan Rusu u. Abdullah Mustafin, UdSSR u. vor Rolf Müller, DDR u. Todor Antonow, Bulgarien;
- 1982, 5. Platz, WM in Kattowitz, GR, Le, hinter Gennadi Jermilow, Istvan Peter, Ștefan Negrișan, Rumänien u. Vlado Lisjak, Jugoslawien u. vor Sumer Kocak, Türkei;
- 1983, 3. Platz, EM in Budapest, GR, Le, hinter Gennadi Jermilow u. Jerzy Kopański u. vor Stefan Negrisan, Istvan Peter u. Esa Metin, Türkei;
- 1983, 1. Platz, WM in Kiew, GR, Le, vor Mohamed Bana, Gennadi Jermilow, Istvan Peter, Douglas Yeats, Kanada u. Jerzy Kopański;
- 1984, 1. Platz, Turnier des Sportverbandes TUL in Vantaa, GR, We, vor Stefan Rusu, Timo Niemi u. Ahti Kettunen, bde. Finnland;
- 1984, Silbermedaille, OS in Los Angeles, GR, Le, hinter Vlado Lisjak u. vor James Martinez, USA, Stefan Negrisan, Dietmar Streitler, Österreich u. Mohamed M. Alnakdabi, Syrien;
- 1985, 2. Platz, World-Super-Championship (inoffiziell) in Tokio, GR, Le, hinter James Martinez u. vor Yasuhiro Okuba, Japan;
- 1986, 2. Platz, Turnier des Sportverbandes TUL in Vantaa, GR, We, hinter Jerzy Kopański u. vor Artur Kotandjan, UdSSR, Pavel Frinta, CSSR, Boitcho Milanow, Bulgarien u. Tuomo Karila, Finnland;
- 1986, 6. Platz, EM in Athen, GR, Le, hinter Levon Dschulfalakjan, UdSSR, Rumen Gentschew, Bulgarien, Stanislaw Barej, Torsten Schlonske, DDR u. Nandor Sabo, Jugoslawien;
- 1986, 2. Platz, WM in Budapest, GR, Le, hinter Levon Dschulfalakjan u. vor Claudio Passarelli, BRD, Morten Brekke, Norwegen, Stefan Negrisan u. Stanislaw Barej;
- 1987, 2. Platz, Turnier des Sportverbandes TUL in Vantaa, GR, We, hinter Jaroslav Zeman, CSSR u. vor Anton Arghira, Rumänien, Evelyn Banew, Bulgarien u. Kai Ikävalko, Finnland;
- 1987, 3. Platz, EM in Tampere, GR, Le, hinter Aslaudin Abajew, UdSSR u. Jerzy Kopański u. vor Petrică Cărare, Rumänien, Claudio Passarelli u. Attila Repka, Ungarn;
- 1988, 4. Platz, EM in Kolbotn/Norwegen, GR, Le, hinter Attila Repka, Petrică Cărare u. Lars Lagerborg, Schweden u. vor Wassil Iliew, Bulgarien u. Aristidis Grigorakis, Griechenland;
- 1988, Bronzemedaille, OS in Seoul, GR, Le, hinter Levon Dschulfalakjan u. Kim Sun-Moon, Südkorea u. vor Petrică Cărare, Jerzy Kopański u. Yasuhiro Okuba

## Finnische Meisterschaften
- 1976, 1. Platz, GR, Le, vor Matti Övermark u. Arto Ahonen,
- 1978, 2. Platz, GR, Le, hinter Markku Yli-Isotalo u. vor Arto Ahonen,
- 1979, 2. Platz, GR, Le, hinter Matti Övermark u. vor Markku Yli-Isotalo,
- 1980, 1. Platz, GR, Le, vor Jouko Salomäki u. Kari Övermark,
- 1981, 2. Platz, GR, We, hinter Jouko Salomäki u. vor Timo Lehto,
- 1982, 1. Platz, GR, Le, vor Heikki Liimatainen u. Hannu Övermark,
- 1983, 1. Platz, GR, Le, vor Hannu Övermark u. Jaakko Talvitie,
- 1984, 3. Platz, GR, We, hinter Jouko Salomäki u. Matti Övermark,
- 1985, 3. Platz, GR, We, hinter Jouko Salomäki u. Timo Niemi,
- 1986, 1. Platz, GR, Le, vor Timo Niemi u. Kari Turunen,
- 1987, 3. Platz, GR, We, hinter Jouko Salomäki u. Timo Niemi,
- 1988, 2. Platz, GR, We, hinter Tuomo Karila u. vor Seppo Salomäki